# Виноградов, Пётр Алексеевич (генерал-майор)
Пётр Алексе́евич Виногра́дов (2 июля [20 июня] 1847 — 1907) — генерал-майор по полевой пешей артиллерии русской армии, участник Русско-японской войны.

## Биография
Православного вероисповедания. Образование получил в Новгородской гимназии. В службе с 23 мая 1869 года. Окончил 2-е военное Константиновское, затем Михайловское артиллерийское училище, откуда был выпущен в 22-ю артиллерийскую бригаду.
В течение 9 лет и 7 месяцев командовал батареей. 6 июля 1890 года присвоен чин подполковника с назначением на должность командира 1-го дивизиона 7-й артиллерийской бригады. 15 февраля 1905 года назначен командующим 40-й артиллерийской бригадой. С 20 августа того же года состоял в распоряжении Главного артиллерийского управления.
В 1904—1905 годах принимал участие в Русско-японской войне. 8 января 1906 года был награждён золотым оружием «За храбрость».
12 февраля 1907 года был назначен командующим 5-й резервной артиллерийской бригадой, а 22 апреля того же года за отличие произведён в генерал-майоры и утверждён в должности командира бригады.
Умер в том же 1907 году. Исключён из списков умершим 16 ноября 1907 года.
Был женат. имел 3 детей.

| - Орден Святого Станислава 3-й степени (1874) - Орден Святой Анны 3-й степени (1879) - Орден Святого Станислава 2-й степени (1882) - Орден Святой Анны 2-й степени (1886) - Орден Святого Владимира 4-й степени (1895) - Орден Святого Владимира 3-й степени (1904) - Золотое оружие (8 января 1906) | - Вступил в службу (23 мая 1869) - Подпоручик (ст. 21 июля 1870) - Поручик (ст. 31 октября 1871) - Штабс-капитан (ст. 29 октября 1873) — Награждён. - Капитан (ст. 26 декабря 1877) - Подполковник (ст. 6 июня 1890) — Награждён. - Полковник (ст. 30 декабря 1899) — Награждён. - Генерал-майор (ВП 22 апреля 1907) — Награждён. |